# John Baker White (homme politique britannique)
John Baker White (12 août 1902 – 10 décembre 1988) est un écrivain, propagandiste et homme politique britannique.

## Biographie
Baker White est diplômé de Malvern College en 1920. Dans les années 1920, il adhère à l'Union anti-socialiste. Il est de ceux qui souhaitent collaborer avec les fascistes britanniques. Par la suite, il travaille pour l'Economic League, un groupe de pression anti-communiste financé par des fonds privés, qu'il dirige de 1926 à 1939. Peu avant la Seconde Guerre mondiale, il part en Allemagne en tant qu'espion. Son anti-communisme farouche lui permet d'être invité au congrès de Nuremberg en 1937, une expérience qu'il retrace dans son livre Dover Nurenberg Return. Il dénonce la propagande nazie et les activités de la cinquième colonne, ce qui l'oblige à fuir le pays en avril 1939.
Baker White rejoint la section D peu après le début de la guerre. Il joue un rôle majeur dans la propagande de guerre britannique, et participe notamment à la campagne de désinformation visant à faire croire aux soldats allemands qu'un débarquement sur la côte sud de l'Angleterre avait échoué. Le travail de son équipe consiste à produire des histoires susceptibles de donner aux Allemands une fausse image de l'état des défenses britanniques. Il relate l'histoire de ses années de guerre dans le livre The Big Lie, paru en 1955.
Baker White est élu membre du parlement de la circonscription de Canterbury lors des élections de 1945 et le reste jusqu'en 1953, date à laquelle il quitte le Parlement en devenant steward du manoir de Northstead. Leslie Thomas remporte l'élection partielle qui suit son départ. Il a également présidé la Freedom Association du Kent et a publié quatre livres autobiographiques: It's Gone for Good, The Big Lie, Sabotage is Suspected and True Blue.

## Publications
- Red Russia Arms, Burrup Mathieson, 1932[8]
- The Innocents' Clubs (pamphlet), John Baker White, 1935[8]
- Dover Nurenberg Return, Burrup Mathieson, 1937
- The Red Network, International Anti-Communist Entente, 1939[8]
- It's Gone for Good, Vacher & Sons, 1941
- A Soldier Dares to Think, Vacher, 1942[8]
- Nationalisation: Chaos or Cure?, Forum Books, 1946
- The Soviet Spy System, Falcon Press, 1948[8]
- The Big Lie, Evans Bros, 1955
- Pattern for Conquest [On Russian intrigue and espionage in Europe since 1945], Robert Hale, 1956[8]
- Sabotage is Suspected, Evans Bros, 1957
- True Blue, Frederick Muller, 1970[8]